# Colin Pates
Colin George Pates (ur. 10 sierpnia 1961 w Londynie) – piłkarz angielski występujący na pozycji obrońcy.
Rozpoczął swoją karierę w klubie Chelsea. W 1988 roku został sprzedany do Charlton Athletic, dwa lata później do
Arsenalu i wreszcie do Brighton. Dalszą grę uniemożliwiła mu kontuzja kolana.
W 1996 roku objął więc posadę trenera Crawley Town. Aktualnie trenuje studentów z Dhirubhai Ambani International School w Indiach.